# NGC 4293
NGC 4293 est une galaxie lenticulaire magellanique relativement rapprochée et située dans la constellation de la Chevelure de Bérénice. NGC 4293 a été découverte par l'astronome germano-britannique William Herschel en 1784.

## Caractéristiques
NGC 4293 présente une large raie HI et c'est une galaxie LINER, c'est-à-dire une galaxie dont le noyau présente un spectre d'émission caractérisé par de larges raies d'atomes faiblement ionisés. NGC 4293 faisait partie des galaxies étudiées lors du relevé de l'hydrogène neutre de l'amas de la Vierge par le Very Large Array. Les résultats de cette étude sont sur cette page du site du VLA.

### Distance
Sa vitesse par rapport au fond diffus cosmologique est de 1 220 ± 22 km/s, ce qui correspond à une distance de Hubble de 17,99 ± 1,30 Mpc (∼58,7 millions d'al).
À ce jour, sept mesures non basées sur le décalage vers le rouge (redshift) donnent une distance de 14,471 ± 3,130 Mpc (∼47,2 millions d'al), ce qui est à l'intérieur des valeurs de la distance de Hubble. Cependant, cette galaxie est relativement rapprochée du Groupe local. On obtient souvent des distances assez différentes pour les galaxies rapprochées en se basant sur le décalage en raison du mouvement propre de ces galaxies dans le groupe où l'amas où elles sont situées. Notons que c'est avec la valeur moyenne des mesures indépendantes, lorsqu'elles existent, que la base de données NASA/IPAC calcule le diamètre d'une galaxie.

## Morphologie

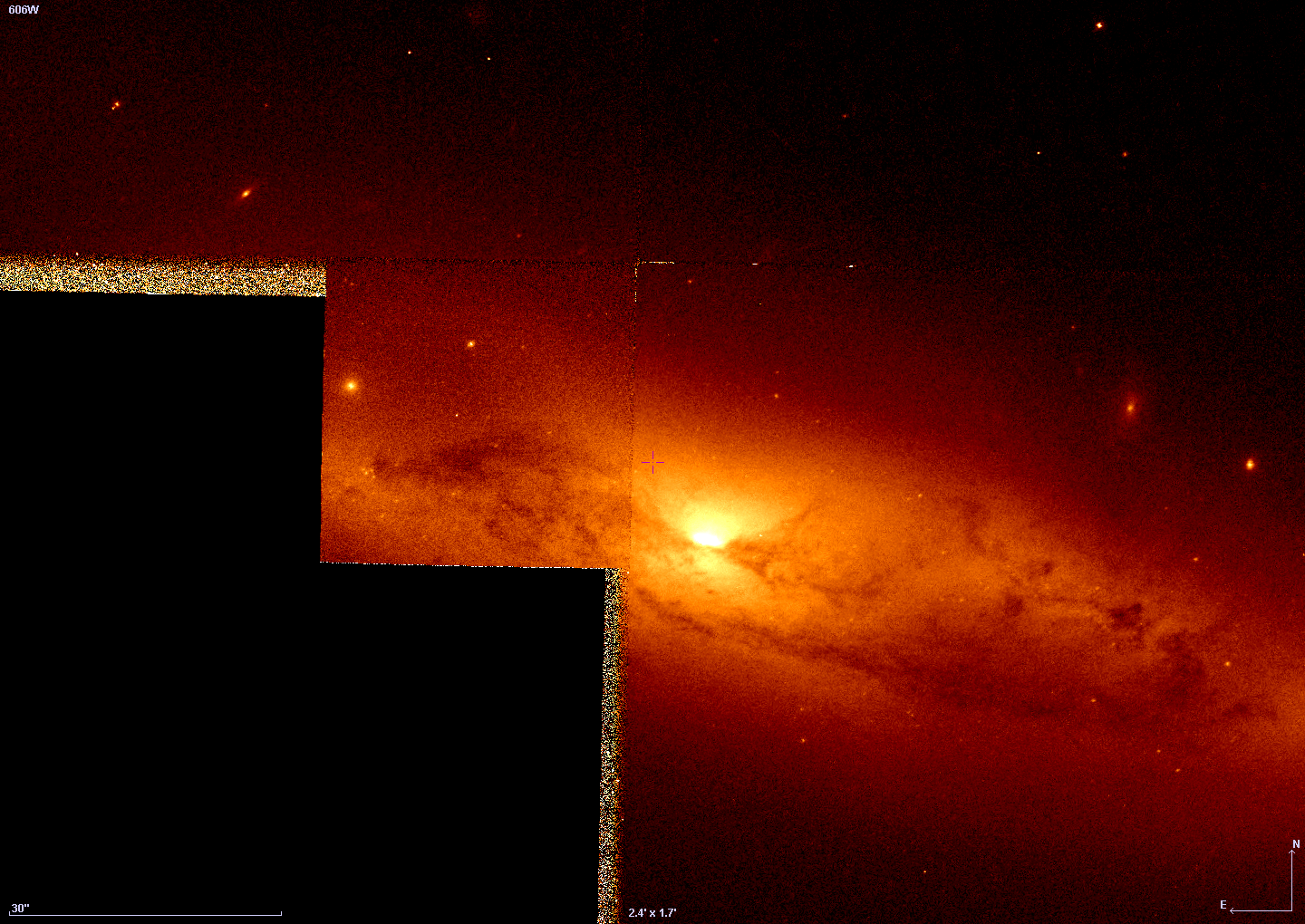
Le centre de NGC 4293 par le télescope spatial Hubble.

NGC 4293 a été utilisée par Gérard de Vaucouleurs comme une galaxie de type morphologique (R)SB(s)0/a dans son atlas des galaxies,.
Eskridge, Frogel et Pogge ont publié un article en 2002 décrivant la morphologie de 205 galaxies spirales ou lenticulaires rapprochées. Les observations ont été réalisées dans la bande H de l'infrarouge et dans la bande B (le bleu). Selon Eskridge et ses collègues, NGC 4293 est de type (R)Sab pec dans la bande B et SBab dans la bande H. Cette galaxie est presque vue par la tranche. Son noyau ponctuel est encastré dans un bulbe carré présentant une distorsion externe en forme de X. Une courte et large barre de faible luminosité traverse le bulbe le long d'une diagonale. Deux bras spiraux très ouverts, trapus et larges émergent des extrémités de la barre. Ils ne sont visibles que pendant ~45° avant de disparaître dans une baisse discontinue de la brillance de surface du disque. Les bras sont définis par une série de taches brillantes. La brillance de surface du disque externe est faible et son angle de position est d'environ 45° par rapport à celui du disque/bulbe interne. NGC 4293 présente des traces de structure spiralée qui lui donne une forme isophotale  irrégulière.

## Trou noir supermassif
Selon une étude basés sur les mesures de luminosité de la bande K de l'infrarouge proche du bulbe de NGC 4235, on obtient une valeur de 107,5 {\displaystyle M_{\odot }} (32 million de masses solaires) pour le trou noir supermassif qui s'y trouve.

## Groupes de M49, de M60 et l'amas de la Vierge
Selon A.M. Garcia, NGC 4293 est une des nombreuses galaxies du groupe de M49 (127 au total), qu'il a décrit dans un article publié en 1993. On retrouve dans cette liste 63 galaxies du New General Catalogue dont NGC 4374 (M84), NGC 4382 (M85), NGC 4472 (M49), NGC 4649 (M60) ainsi que 20 galaxies de l'Index Catalogue.
D'autre part, NGC 4293 apparait aussi dans une liste de 227 galaxies d'un article publié par Abraham Mahtessian en 1998. Cette liste comporte plus de 200 galaxies du New General Catalogue et une quinzaine de galaxies de l'Index Catalogue. On retrouve dans cette liste 11 galaxies du Catalogue de Messier, soit M49, M58, M60, M61, M84, M85, M87, M88, M91, M99 et M100.
Toutes les galaxies de la liste de Mahtessian ne constituent pas réellement un groupe de galaxies. Ce sont plutôt plusieurs groupes de galaxies qui font tous partie d'un amas galactique, l'amas de la Vierge. Pour éviter la confusion avec l'amas de la Vierge, on peut donner le nom de groupe de M60 à cet ensemble de galaxies, car c'est l'une des plus brillantes de la liste. L'amas de la Vierge est en effet beaucoup plus vaste et compterait environ 1300 galaxies, et possiblement plus de 2000, situées au cœur du superamas de la Vierge, dont fait partie le Groupe local,.
De nombreuses galaxies de la liste de Mahtessian se retrouvent dans onze groupes décrits dans l'article d'A.M. Garcia, soit le groupe de NGC 4123 (7 galaxies), le groupe de NGC 4261 (13 galaxies), le groupe de NGC 4235 (29 galaxies), le groupe de M88 (13 galaxies, M88 = NGC 4501), le groupe de NGC 4461 (9 galaxies), le groupe de M61 (32 galaxies, M61 = NGC 4303), le groupe de NGC 4442 (13 galaxies), le groupe de M87 (96 galaxies, M87 = NGC 4486), le groupe de M49 (127 galaxies, M49 = NGC 4472), le groupe de NGC 4535 (14 galaxies) et le groupe de NGC 4753 (15 galaxies). Ces onze groupes font partie de l'amas de la Vierge et ils renferment 396 galaxies. Certaines galaxies de la liste de Mahtessian ne figurent cependant dans aucun des groupes de Garcia et vice versa.